# فيليكو غراديشتي
فيليكو غراديشتي (Велико Градиште) هي مدينة في برانيتشيفو في مقاطعة وسط صربيا في صربيا.
يبلغ عدد سكانها حوالي 5779 نسمة.

## المناخ
يظهر الجدول التالي التغييرات المناخية على مدار السنة لفيليكو غراديشتي:
| البيانات المناخية لـفيليكو غراديشتي                    | البيانات المناخية لـفيليكو غراديشتي | البيانات المناخية لـفيليكو غراديشتي | البيانات المناخية لـفيليكو غراديشتي | البيانات المناخية لـفيليكو غراديشتي | البيانات المناخية لـفيليكو غراديشتي | البيانات المناخية لـفيليكو غراديشتي | البيانات المناخية لـفيليكو غراديشتي | البيانات المناخية لـفيليكو غراديشتي | البيانات المناخية لـفيليكو غراديشتي | البيانات المناخية لـفيليكو غراديشتي | البيانات المناخية لـفيليكو غراديشتي | البيانات المناخية لـفيليكو غراديشتي | البيانات المناخية لـفيليكو غراديشتي |
| الشهر                                                  | يناير                               | فبراير                              | مارس                                | أبريل                               | مايو                                | يونيو                               | يوليو                               | أغسطس                               | سبتمبر                              | أكتوبر                              | نوفمبر                              | ديسمبر                              | المعدل السنوي                       |
| ------------------------------------------------------ | ----------------------------------- | ----------------------------------- | ----------------------------------- | ----------------------------------- | ----------------------------------- | ----------------------------------- | ----------------------------------- | ----------------------------------- | ----------------------------------- | ----------------------------------- | ----------------------------------- | ----------------------------------- | ----------------------------------- |
| الدرجة القصوى °م (°ف)                                  | 17.5 (63.5)                         | 22.2 (72.0)                         | 28.0 (82.4)                         | 30.4 (86.7)                         | 35.3 (95.5)                         | 38.6 (101.5)                        | 43.6 (110.5)                        | 40.6 (105.1)                        | 36.1 (97.0)                         | 31.1 (88.0)                         | 27.1 (80.8)                         | 17.7 (63.9)                         | 43.6 (110.5)                        |
| متوسط درجة الحرارة الكبرى °م (°ف)                      | 3.5 (38.3)                          | 6.1 (43.0)                          | 11.9 (53.4)                         | 18.0 (64.4)                         | 23.3 (73.9)                         | 26.4 (79.5)                         | 28.9 (84.0)                         | 29.0 (84.2)                         | 23.8 (74.8)                         | 17.7 (63.9)                         | 10.3 (50.5)                         | 4.6 (40.3)                          | 16.9 (62.4)                         |
| المتوسط اليومي °م (°ف)                                 | 0.1 (32.2)                          | 1.5 (34.7)                          | 6.2 (43.2)                          | 11.8 (53.2)                         | 17.0 (62.6)                         | 19.9 (67.8)                         | 21.9 (71.4)                         | 21.5 (70.7)                         | 16.8 (62.2)                         | 11.7 (53.1)                         | 6.0 (42.8)                          | 1.4 (34.5)                          | 11.3 (52.3)                         |
| متوسط درجة الحرارة الصغرى °م (°ف)                      | −2.9 (26.8)                         | −2.4 (27.7)                         | 1.4 (34.5)                          | 6.1 (43.0)                          | 11.0 (51.8)                         | 13.7 (56.7)                         | 15.2 (59.4)                         | 15.1 (59.2)                         | 11.4 (52.5)                         | 7.2 (45.0)                          | 2.4 (36.3)                          | −1.5 (29.3)                         | 6.4 (43.5)                          |
| أدنى درجة حرارة °م (°ف)                                | −26.4 (−15.5)                       | −22.6 (−8.7)                        | −19.6 (−3.3)                        | −7.9 (17.8)                         | −1.0 (30.2)                         | 2.4 (36.3)                          | 5.9 (42.6)                          | 5.7 (42.3)                          | −2.1 (28.2)                         | −6.9 (19.6)                         | −14.2 (6.4)                         | −19.4 (−2.9)                        | −26.4 (−15.5)                       |
| الهطول مم (إنش)                                        | 45.0 (1.77)                         | 42.2 (1.66)                         | 41.5 (1.63)                         | 57.2 (2.25)                         | 59.8 (2.35)                         | 81.6 (3.21)                         | 61.4 (2.42)                         | 55.9 (2.20)                         | 57.5 (2.26)                         | 51.8 (2.04)                         | 48.4 (1.91)                         | 50.7 (2.00)                         | 653.0 (25.71)                       |
| متوسط أيام هطول الأمطار (≥ 0.1 mm)                     | 13                                  | 12                                  | 12                                  | 13                                  | 13                                  | 13                                  | 10                                  | 9                                   | 10                                  | 10                                  | 11                                  | 14                                  | 138                                 |
| متوسط الأيام المثلجة                                   | 9                                   | 8                                   | 4                                   | 0                                   | 0                                   | 0                                   | 0                                   | 0                                   | 0                                   | 0                                   | 3                                   | 8                                   | 31                                  |
| متوسط الرطوبة النسبية (%)                              | 83                                  | 77                                  | 69                                  | 67                                  | 68                                  | 70                                  | 68                                  | 67                                  | 72                                  | 74                                  | 78                                  | 83                                  | 73                                  |
| ساعات سطوع الشمس الشهرية                               | 67.2                                | 95.5                                | 151.8                               | 183.5                               | 235.6                               | 257.0                               | 291.3                               | 280.5                               | 203.9                               | 156.8                               | 92.1                                | 58.6                                | 2٬073٫8                             |
| المصدر: Republic Hydrometeorological Service of Serbia |                                     |                                     |                                     |                                     |                                     |                                     |                                     |                                     |                                     |                                     |                                     |                                     |                                     |